# Alejo Supply
Alejo Supply (Azul, 4 de septiembre de 1982) es un politólogo, militante político y funcionario público del Gobierno de la Provincia de Buenos Aires. Fue Subsecretario de Transporte (2019-2021) durante la gestión de Axel Kicillof.
Sus comienzos en la política se remontan al año 2002 cuando comenzó a militar en la Casa de Santa Cruz, en la Capital Federal, de la mano de Carlos “Cuto” Moreno y Marcelo Fuentes. Fue en este espacio donde comenzó a gestarse y tomar forma, a pocas cuadras de la Casa Rosada, el movimiento político liderado por Néstor Kirchner.    

## Familia
Su padre fue Edgardo Supply, quien fuera ministro del Área de Relaciones Institucionales de la Cancillería durante la gestión de Néstor Kirchner.  Su familia siempre estuvo ligada a la política, referenciada con Osvaldo Mércuri, dirigente justicialista que ocupó el cargo de Presidente de la Cámara de Diputados de la Provincia de Buenos Aires. Su madre, Silvia González, presidió la Fundación “Por una vida mejor”, una institución ecológica ligada a Mércuri. En 2001 se radicó junto a su familia en la ciudad de La Plata.
Su abuelo fue miembro del Partido Intransigente y ocupó el cargo de Secretario de Trabajo durante el mandato de Oscar Alende como gobernador de la Provincia de Buenos Aires (1958-1962)

## Militancia y política
En Azul comenzó militando en un sector referenciado con Antonio Cafiero, dando sus primeros pasos junto al por entonces diputado provincial Ramiro Vargas, referente del cafierismo local. 
Su paso por la Casa de Santa Cruz lo llevó a compartir y militar, desde la primera hora, por Néstor Kirchner en su camino a la presidencia en 2003. Su corta edad y el camino recorrido junto a grandes artífices del movimiento nestorista lo convirtieron en el socio fundador más joven del kirchnerismo. 
Entre 2003 y 2005 fue asesor de Marcelo Fuentes en la Subsecretaría de Relaciones Institucionales en el Ministerio de Relaciones Exteriores Comercio Internacional y Culto. Cuando Fuentes fue electo Senador nacional, pasó a desempeñarse como asesor suyo en la Legislatura.
En 2005 comenzó su camino al lado de Carlos “Cuto” Moreno quien se desempeñaba como Subsecretario de Legal y Técnica de la Presidencia de la Nación Argentina. Además de desempeñarse en este cargo, Moreno era el apoderado del Frente para la Victoria.
En 2005, el dirigente nestorista empezó a dar sus primeros pasos en el Congreso de la Nación como asesor de “Cuto” Moreno. Se desempeñó allí durante los 3 períodos (2005-2017) que tuvo el referente oriundo de Tres Arroyos. 
Durante el período 2017-2019 continuó al lado de Carlos Moreno, aunque en esta oportunidad lo hizo en la Cámara de Diputados de la Provincia de Buenos Aires mientras el legislador se desempeñó como vicepresidente primero de cuerpo.
En simultáneo, junto a Moreno trabajaron en el armado de la candidatura a Gobernador de Axel Kicillof, con quien empezó a recorrer la Provincia de Buenos Aires de cara a las elecciones de 2019.
Desde el 10 de diciembre de 2019 hasta el 9 de diciembre de 2021 se desempeñó como Subsecretario de Transporte de la Provincia de Buenos Aires 
Por su corta edad y su amplio recorrido en la política argentina forma parte de la nueva generación de dirigentes políticos de la Provincia de Buenos Aires y la República Argentina que enarbola las banderas de la justicia social y la lucha por los derechos de los trabajadores.

## Estudios
Es Licenciado en Ciencia Política y Relaciones Internacionales, egresado de la Universidad Católica de La Plata.
Completó sus estudios secundarios en el Normal 1 de la ciudad de La Plata.
Función Pública